# Myrmapeni
Myrmapeni Prószynski, 2016 è un genere di ragni appartenente alla famiglia Salticidae.

## Distribuzione
Le 6 specie sono state reperite in America centrale (Panama), in America meridionale (Brasile), in Africa (Madagascar) e in Asia sudorientale (Borneo).

## Tassonomia
Per la descrizione delle caratteristiche di questo genere sono stati esaminati gli esemplari tipo di Myrmarachne penicillata Mello-Leitão, 1933.
Non sono stati esaminati esemplari di questo genere dal 2016.
Attualmente, a gennaio 2022, si compone di 6 specie:
- Myrmapeni borneensis (Peckham & Peckham, 1907) — Borneo
- Myrmapeni chickeringi (Galiano, 1969) — Panama
- Myrmapeni diegoensis (Wanless, 1978) — Madagascar
- Myrmapeni penicillata (Mello-Leitão, 1933)[2] — Brasile
- Myrmapeni simplexella (Roewer, 1951) — Madagascar
- Myrmapeni sumana Galiano, 1974 - Brasile